# Georg Badeck

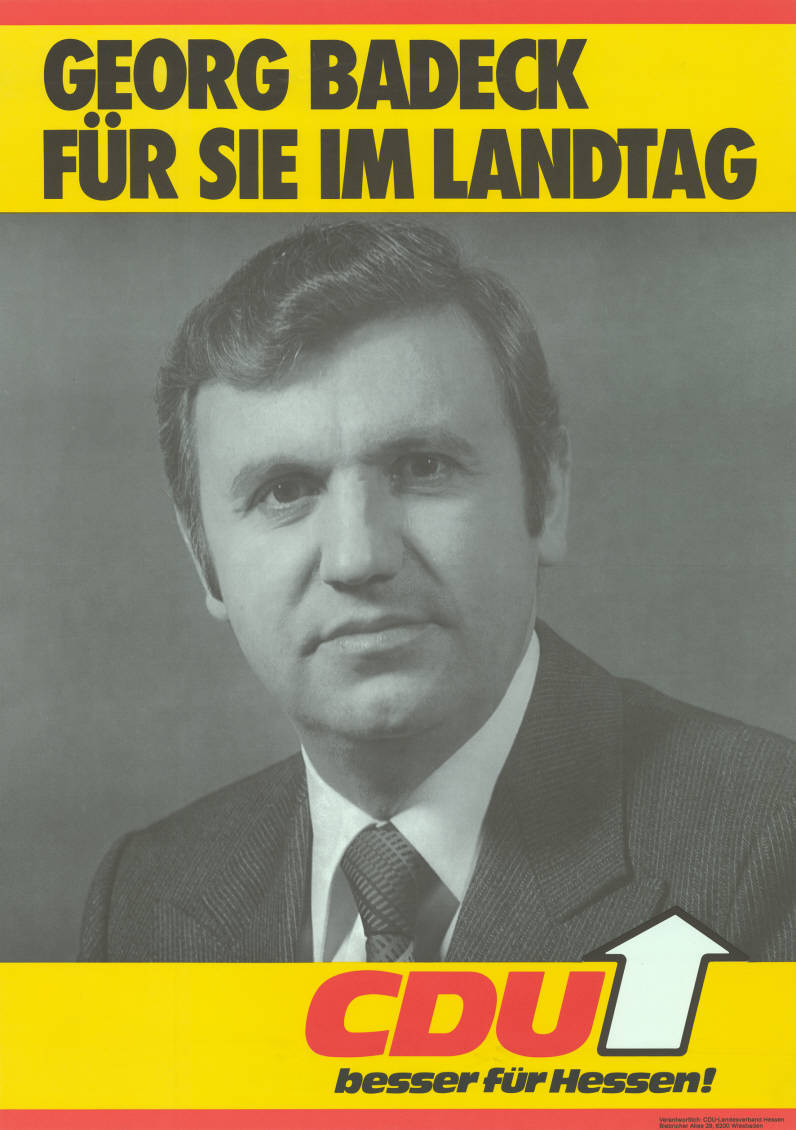
Georg Badeck auf einem Wahlplakat zur Landtagswahl 1978

Georg Badeck (* 28. Oktober 1938 in Frankfurt-Höchst; † 14. Februar 2004 in Flörsheim am Main) war ein deutscher Politiker (CDU) und Abgeordneter des Hessischen Landtags.

## Leben
Nach Volksschule und Lehre bei der Hoechst AG arbeitete er dort als Betriebsschlosser. Hier war er vier Jahre Jugendvertreter und von 1961 bis 1994 Mitglied des Betriebsrates. Seit 1968 war er als Arbeitnehmervertreter Mitglied im Aufsichtsrat des Unternehmens.
Georg Badeck war Mitglied der CDU und gehörte dem Präsidium der hessischen CDU von 1990 bis 1999 an. Von 1975 bis 1977 war er weiterhin Mitglied des Bundesvorstandes der CDU. Von 1984 bis 1997 war er Landesvorsitzender der Christlich-Demokratischen Arbeitnehmerschaft und gehörte dem Bundesvorstand der CDU-Sozialausschüsse von 1961 bis 1964 und von 1984 bis 1997 an. Er war Mitglied der IG Chemie und der Katholischen Arbeitnehmerbewegung.
Als Stadtverordneter in Flörsheim am Main von 1964 bis 1999 und als Mitglied des Kreistags des Main-Taunus-Kreises von 1968 bis 1997 engagierte sich Georg Badeck über mehrere Jahrzehnte in der Kommunalpolitik. Er war Ehrenstadtverordnetenvorsteher seiner Heimatstadt. Von 1970 bis 1999 war Georg Badeck direkt gewähltes Mitglied des Hessischen Landtags (Wahlkreis Main-Taunus-West), von 1978 bis 1995 als stellvertretender Vorsitzender der CDU-Fraktion. Sein Fachgebiet im Landtag war die Sozialpolitik. Sein Nachfolger im Landtag wurde Axel Wintermeyer.
Er gehörte der 7., 9. und 10. Bundesversammlung an.
Badeck war verheiratet und hatte zwei Söhne.

## Auszeichnungen
- 1978: Verdienstkreuz am Bande der Bundesrepublik Deutschland
- 1983: Verdienstkreuz 1. Klasse der Bundesrepublik Deutschland

Die Stadt Flörsheim hat ihm die Bürgermedaille in Gold und den Titel eines Ehrenstadtverordnetenvorstehers verliehen.